# Triều Tiên vương triều thực lục
Triều Tiên vương triều thực lục (tiếng Hàn Quốc: 조선왕조실록, 朝鮮王朝實錄), Bắc Triều Tiên gọi là Triều Tiên phong kiến vương triều thực lục (조선봉건왕조실록, 朝鮮封建王朝實錄), là một hợp tuyển các văn bản ghi chép hàng năm của nhà Triều Tiên từ năm 1413 đến năm 1865. Bộ biên niên sử hoàng triều này bao gồm 1893 ấn bản và được suy tôn nằm thứ 151 trong danh mục bảo vật quốc gia của Đại Hàn Dân quốc. Vào năm 2006, Quốc sử quán Hàn Quốc đã tiến hành số hóa bộ sách đồ sộ này và công bố trên Internet. Kể từ tháng 1 năm 2012, Hàn Quốc bắt đầu triển khai dự án dịch tác phẩm này ra Anh ngữ và dự kiến hoàn thành vào năm 2033.

## Mục lục
| Thứ tự | tên                          | tiếng Hàn    | chữ Hán      | Quyển | Sách | Thời điểm biên soạn | vua                   | Ghi chú                                                                       |
| ------ | ---------------------------- | ------------ | ------------ | ----- | ---- | ------------------- | --------------------- | ----------------------------------------------------------------------------- |
| 1      | Thái Tổ thực lục             | 태조실록     | 太祖實錄     | 15    | 3    | 1413                | Triều Tiên Thái Tổ    |                                                                               |
| 2      | Định Tông thực lục           | 정종실록     | 定宗實錄     | 6     | 1    | 1426                | Triều Tiên Định Tông  |                                                                               |
| 3      | Thái Tông thực lục           | 태종실록     | 太宗實錄     | 36    | 16   | 1431                | Triều Tiên Thái Tông  |                                                                               |
| 4      | Thế Tông thực lục            | 세종실록     | 世宗實錄     | 163   | 67   | 1454                | Triều Tiên Thế Tông   |                                                                               |
| 5      | Văn Tông thực lục            | 문종실록     | 文宗實錄     | 13    | 6    | 1455                | Triều Tiên Văn Tông   |                                                                               |
| 6      | Đoan Tông thực lục           | 단종실록     | 端宗實錄     | 14    | 6    | 1469                | Triều Tiên Đoan Tông  | Được biết đến như Lỗ Sơn quân nhật ký (노산군일기, 魯山君日記) trước năm 1698 |
| 7      | Thế Tổ thực lục              | 세조실록     | 世祖實錄     | 49    | 18   | 1471                | Triều Tiên Thế Tổ     |                                                                               |
| 8      | Duệ Tông thực lục            | 예종실록     | 睿宗實錄     | 8     | 3    | 1472                | Triều Tiên Duệ Tông   |                                                                               |
| 9      | Thành Tông thực lục          | 성종실록     | 成宗實錄     | 297   | 47   | 1499                | Triều Tiên Thành Tông |                                                                               |
| 10     | Yên Sơn Quân nhật ký         | 연산군일기   | 燕山君日記   | 63    | 17   | 1509                | Yên Sơn Quân          |                                                                               |
| 11     | Trung Tông thực lục          | 중종실록     | 中宗實錄     | 105   | 53   | 1550                | Triều Tiên Trung Tông |                                                                               |
| 12     | Nhân Tông thực lục           | 인종실록     | 仁宗實錄     | 2     | 2    | 1550                | Triều Tiên Nhân Tông  |                                                                               |
| 13     | Minh Tông thực lục           | 명종실록     | 明宗實錄     | 34    | 21   | 1571                | Triều Tiên Minh Tông  |                                                                               |
| 14     | Tuyên Tổ thực lục            | 선조실록     | 宣祖實錄     | 221   | 116  | 1616                | Triều Tiên Tuyên Tổ   |                                                                               |
| 14     | Tuyên Tổ hiệu đính thực lục  | 선조수정실록 | 宣祖修訂實錄 | 42    | 8    | 1657                | Triều Tiên Tuyên Tổ   |                                                                               |
| 15     | Quang Hải Quân nhật ký       | 광해군일기   | 光海君日記   | 187   | 64   | 1633                | Quang Hải Quân        | bản Trùng Sao: (bản núi Taebaek, 태백산본), cất giữ tại Bình Nhưỡng           |
| 15     | Quang Hải Quân nhật ký       | 광해군일기   | 光海君日記   | 187   | 40   | 1653                | Quang Hải Quân        | bản chính Sao: (bản núi Jeongjok, 정족산본), cất giữ tại Busan                |
| 16     | Nhân Tổ thực lục             | 인조실록     | 仁祖實錄     | 50    | 50   | 1653                | Triều Tiên Nhân Tổ    |                                                                               |
| 17     | Hiếu Tông thực lục           | 효종실록     | 孝宗實錄     | 21    | 22   | 1661                | Triều Tiên Hiếu Tông  |                                                                               |
| 18     | Hiển Tông thực lục           | 현종실록     | 顯宗實錄     | 22    | 23   | 1677                | Triều Tiên Hiển Tông  |                                                                               |
| 18     | Hiển Tông cải hiệu thực lục  | 현종개수실록 | 顯宗改修實錄 | 28    | 29   | 1683                | Triều Tiên Hiển Tông  |                                                                               |
| 19     | Túc Tông thực lục            | 숙종실록     | 肅宗實錄     | 65    | 73   | 1728                | Triều Tiên Túc Tông   |                                                                               |
| 20     | Cảnh Tông thực lục           | 경종실록     | 景宗實錄     | 15    | 7    | 1732                | Triều Tiên Cảnh Tông  |                                                                               |
| 20     | Cảnh Tông hiệu đính thực lục | 경종수정실록 | 景宗修訂實錄 | 5     | 3    | 1781                | Triều Tiên Cảnh Tông  |                                                                               |
| 21     | Anh Tổ thực lục              | 영조실록     | 英祖實錄     | 127   | 83   | 1781                | Triều Tiên Anh Tổ     | Được biết đến như Anh Tông thực lục (영종실록, 英宗實錄) trước năm 1899       |
| 22     | Chính Tổ thực lục            | 정조실록     | 正祖實錄     | 54    | 56   | 1805                | Triều Tiên Chính Tổ   | Được biết đến như Chính Tông thực lục (정종실록, 正宗實錄) trước năm 1899     |
| 23     | Thuần Tổ thực lục            | 순조실록     | 純祖實錄     | 34    | 36   | 1838                | Triều Tiên Thuần Tổ   | Được biết đến như Thuần Tông thực lục (순종실록, 純宗實錄) trước năm 1899     |
| 24     | Hiến Tông thực lục           | 헌종실록     | 憲宗實錄     | 16    | 9    | 1851                | Triều Tiên Hiến Tông  |                                                                               |
| 25     | Triết Tông thực lục          | 철종실록     | 哲宗實錄     | 15    | 9    | 1865                | Triều Tiên Triết Tông |                                                                               |
| 26     | Cao Tông thực lục            | 고종실록     | 高宗實錄     | 52    | 52   | 1934                | Triều Tiên Cao Tông   |                                                                               |
| 27     | Thuần Tông thực lục          | 순종실록     | 純宗實錄     | 22    | 8    | 1934                | Triều Tiên Thuần Tông |                                                                               |